# Bodrogkeresztúr
Bodrogkeresztúr este un sat în districtul Tokaj, județul Borsod-Abaúj-Zemplén, Ungaria, având o populație de 1.209 locuitori (2011). 

## Demografie
Componența etnică a satului Bodrogkeresztúr
     Maghiari (98,35%)
     Necunoscut (0,29%)
     Alții (1,36%)
Componența confesională a satului Bodrogkeresztúr
     Romano-catolici (43,01%)
     Reformați (16,96%)
     Greco-catolici (10,59%)
     Fără religie (4,38%)
     Necunoscută (24,73%)
     Atei (0,33%)
     Alte religii (0,41%)
Conform recensământului din 2011, satul Bodrogkeresztúr avea 1.209 locuitori. Din punct de vedere etnic, majoritatea locuitorilor (98,35%) erau maghiari. Apartenența etnică nu este cunoscută în cazul a 0,29% din locuitori. Nu există o religie majoritară, locuitorii fiind romano-catolici (43,01%), reformați (16,96%), greco-catolici (10,59%) și persoane fără religie (4,38%). Pentru 24,73% din locuitori nu este cunoscută apartenența confesională.